# Dilar geometroides
Dilar geometroides là một loài côn trùng trong họ Dilaridae thuộc bộ Neuroptera. Loài này được H. Aspöck & U. Aspöck miêu tả năm 1968.